# أسيرينوكس
أسيرينوكس، أس أيه شركة إسبانية يقع مقرها الرئيسي في مدريد ، وهي شركة مصنعة للصلب والمنتجات ذات الصلة بها . في عام 2022، أصبحت رابع أكبر منتج للفولاذ المقاوم للصدأ في العالم. ولديها عمليات في أوروبا وآسيا والولايات المتحدة وجنوب أفريقيا. تحتوي على خمسة عشر مصنعًا بما في ذلك خمسة في قسم الفولاذ المقاوم للصدأ. ركزت الشركة على زيادة الإنتاج في الولايات المتحدة 

## تاريخ
تأسست الشركة في عام 1970. تم تمويله جزئيا من قبل شركة نيبون للصلب . في عام 2009، زادت شركة نيسين ملكيتها في الشركة من 11.3% إلى 15.0%.
في مارس 2020، استحوذت على شركة في دي أل ميتال مقابل 532 مليون يورو. في نوفمبر 2024، استحوذت على شركة هاينز انترناشيونال مقابل 798 مليون دولار. كما قامت أيضًا ببيع شركتها التابعة باهرو ستانلس ستيل مقابل 95 مليون دولار.

## الحوادث
في عام 1998، قام مصنع أسيرينوكس في لوس باريوس ، قادس بإذابة كبسولة من السيزيوم-137 كانت في شحنة من الخردة المعدنية. تم إطلاق المادة المشعة في الغلاف الجوي وانتشرت في جميع أنحاء أوروبا — اكتشفت السلطات النووية في فرنسا وألمانيا وإيطاليا وسويسرا ما يصل إلى 2400 ميكروبيكريل من الإشعاع المؤين في الهواء، أعلى بألف مرة من المعدل الطبيعي . كما أصبح مصنعان آخران في هويلفا وباداخوز ملوثين بالنفايات المنقولة إليهما من شركة أسيرينوكس. خلال عملية التنظيف، تم جمع 7000 تم إلقاء أطنان مترية من النفايات المشعة في مستنقعات ميندانا في هويلفا. وقد قدرت تكاليف الحادث بـ 20 مليون دولار. مليون دولار أمريكي لخسائر الإنتاج في المصنع، و3 ملايين دولار للتنظيف، و3 ملايين دولار لتخزين النفايات.